# Periserica fracta
Periserica fracta är en skalbaggsart som beskrevs av Walker 1859. Periserica fracta ingår i släktet Periserica och familjen Melolonthidae. Inga underarter finns listade i Catalogue of Life.